# Виня Вас
Виня Вас (словен. Vinja vas) — поселення в общині Ново Место, регіон Південно-Східна Словенія, Словенія. Висота над рівнем моря: 433,2 м.